# Укромне (Сімферопольський район)
Укро́мне (до 1945 року — Яни́-Сарабу́з, крим. Yañı Sarabuz) — село Сімферопольського району Автономної Республіки Крим. Населення становить 4704 особи. Орган місцевого самоврядування — Укромнівська сільська рада. Від 2014 року село окуповане Росією.

## Сьогодення
В Укромному 25 вулиць, 5 провулків і 3 роз'їзди, площа, займана селом, 332,7 гектара, на якій в більш ніж в 1200 дворах, за даними сільради на 2009 рік, числилося 5500 жителів. У селі діють створений окупаційною адміністрацією муніципальний бюджетний загальноосвітній заклад «Укромновська школа» і дитячий садочок «Журавлик», церква блаженної Ксенії Петербурзької і мечеть «Яни Сарабуз джамісі», працює магазин Кримспоживспілки.

## Географія
Село Укромне розташоване в центрі району, формально на 9 кілометрі траси Н05 Сімферополь-Красноперекопськ, фактично — за 1,5 км від селища Аерофлотський, яке належить до Сімферополя, висота центру села над рівнем моря — 177 м. Укромне входить в свого роду агломерацію з сіл, що простягнулася на 20 кілометрів уздовж Салгиру від околиці Сімферополя до села Красна Зорька: вище по річці примикає Совхозне, нижче — Софіївка.

## Історія
Вперше в доступних джерелах селище зустрічається в «Пам'ятній книзі Таврійської губернії 1889 року», за результатами Х ревізії 1887, згідно з якою в Сарабузької волості Сімферопольського повіту значилася село Новий Сарабуз з 16 дворами і 105 жителями.
Після земської реформи 1890 року Сарабузскую волость ліквідували і Сарабуз віднесли до Підгородне-Петровської волості. За «… Пам'ятною книжкою Таврійської губернії на 1892 рік» в одному, без поділу на ділянки, селі Сарабуз, що входило до Сарабузької громади, вважалося 252 жителя в 76 домогосподарствах. На докладній карті 1892 року позначена одне село, позначене, як Сарабуз, з 98 дворами і змішаним російсько-болгарсько-татарським населенням (Новий Сарабуз на картах не значиться). За «… Пам'ятною книжкою Таврійської губернії на 1902 рік» в селі Сарабуз болгарський, що входило до Сарабузьку сільську громаду, значилося 210 жителів у 44 домогосподарствах. У Статистичному довіднику Таврійської губернії 1915 року Сарабуз болгарський числиться в Підгороднє-Петровській волості Сімферопольського повіту.
Після радянської окупації, за постановою Кримревкома від 8 січня 1921 року була скасована волосна система і село включили до складу новоствореного Сарабузького району Сімферопольського повіту, а в 1922 році повіти отримали назву округів. 11 жовтня 1923 року, згідно з постановою ВЦВК, до адміністративного поділ Кримської АРСР були внесені зміни, в результаті яких було ліквідовано Сарабузький район і утворений Сімферопольський і село включили до його складу. Згідно зі Списком населених пунктів Кримської АРСР за Всесоюзним переписом 17 грудня 1926 року, в Сімферопольському районі числився Сарабуз Болгарський Ново-Сарабузької ради, хоча такого села, як Ново-Сарабуз, не значиться. У 1929 році в селі був утворений колгосп «Маяк».
У 1944 році, після звільнення Криму від фашистів, згідно з Постановою ДКО № 5859 від 11 травня 1944 року, 18 травня кримські татари з Сарабузу були депортовані в Центральну Азію, пізніше, в червні, та ж доля спіткала болгар. Офіційно указом Президії Верховної Ради РРФСР від 21 серпня 1945 року Ново-Сарабуз було перейменоване в Укромне (мабуть, виходячи з перейменування Ново-Сарабузької сільради в Укромнівську), хоча більш ймовірна версія, що перейменований був Сарабуз Болгарський. З 25 червня 1946 Укромне в складі Кримської області РРФСР, а 26 квітня 1954 року Кримська область була передана зі складу РРФСР до складу УРСР.
Рішенням Кримоблвиконкому від 8 вересня 1958 № 834 до Укромного приєднали розташовані поруч села Кадрове і Солов'ївка. Указом Президії Верховної Ради УРСР «Про укрупнення сільських районів Кримської області», від 30 грудня 1962 Сімферопольський район був скасований і село приєднали до Бахчисарайського. 1 січня 1965, указом Президії ВР УРСР «Про внесення змін до адміністративного районування УРСР — по Кримській області», знову включили до складу Сімферопольського.
У період з 1954 по 1968 рік до Укромне приєднано село Болград.

## Населення

### Мова
Розподіл населення за рідною мовою за даними перепису 2001 року:
| Мова              | Кількість | Відсоток |
| ----------------- | --------- | -------- |
| російська         | 3386      | 71.98 %  |
| кримськотатарська | 907       | 19.28 %  |
| українська        | 373       | 7.93 %   |
| вірменська        | 11        | 0.23 %   |
| білоруська        | 7         | 0.15 %   |
| румунська         | 2         | 0.04 %   |
| інші/не вказали   | 18        | 0.39 %   |
| Усього            | 4704      | 100 %    |